# Guanetidină
Guanetidina este un medicament antihipertensiv, fiind utilizat în tratamentul hipertensiunii arteriale.